# انقلاب ترکان جوان
انقلاب ترکان جوان انقلابی مشروطه‌خواهانه در امپراتوری عثمانی بود که در ژوئیهٔ ۱۹۰۸ رخ داد. کمیته اتحاد و ترقی (سازمانی متعلق به جنبش ترکان جوان) سلطان عبدالحمید دوم را مجبور کرد تا قانون اساسی عثمانی را بازگرداند و پارلمان را که آغازگر سیاست چند حزبی در داخل امپراتوری بود، دوباره برگزار کند. از انقلاب ترکان جوان تا پایان امپراتوری، نشان‌دهندهٔ دوران مشروطه دوم در تاریخ امپراتوری عثمانی است. بیش از سه دهه قبل از آن، در سال ۱۸۷۶، سلطنت مشروطه تحت رهبری عبدالحمید در دوره‌ای به نام دوره مشروطه یکم برقرار شد که تنها دو سال طول کشید تا اینکه عبدالحمید آن را به حالت تعلیق درآورد و قدرت خودکامهٔ خود را بازگرداند.